# Хроніка принців
«Хро́ніка при́нців», більш відома за валлійською назвою валл. Brut y Tywysogion — одне з найважливіших джерел з історії Уельсу. 

## Стислий опис
Хроніка у формі анналів, складена як продовження «Історії королів Британії» Гальфрида Монмутського. «Хроніка принців» збереглася у декількох валлійських перекладах латинського оригіналу, що не дійшов до нашого часу. Найважливіші редакції збереглися в рукописі Peniarth 20 і в Червоній Книзі з Хергеста (не такий повний варіант). Версія, відома як Brenhinedd y Saeson («Королі англійців»), поєднує матеріал валлійських анналів та англійських джерел. 
Версія Peniarth MS починається  681 року із запису про смерть Кадваладра ап Кадваллона та закінчується  1332 року. Записи під кожним роком зазвичай короткі та згадують лише найважливіші події, такі як смерті представників еліти або стихійні лиха, але в пізніший час стають докладнішими. Особлива увага приділяється королівствам Гвінед, Дехейбарт та Повіс. Також згадуються церковні події, такі як перехід при розрахунку дати Великодня з кельтського календаря на римський, що відбувся 768 року за Ельбодія (Елвода), єпископа Бангорського. Іноді трапляються короткі записи про події в Англії, Шотландії, Ірландії та Франції. 
За припущенням науковців, початкову версію «Хроніки принців» було складено в абатстві Страта Флорида, але в XI столітті хроніка могла зберігатися в монастирі Лланбадарна. При складанні «Хроніки» використовувалися також аннали інших монастирів. Припускають, що принаймні одна валлійська версія також була складена в монастирі Страта Флорида.